# Hliňany
Hliňany jsou část obce Řehlovice v okrese Ústí nad Labem. Nachází se na jihovýchodě Řehlovic. Prochází zde silnice I/63. Hliňany leží v katastrálním území Řehlovice o výměře 6,21 km².

## Historie
První písemná zmínka o vesnici pochází z roku 1397.

## Obyvatelstvo
Při sčítání lidu v roce 1921 zde žilo 131 obyvatel (z toho 62 mužů), z nichž bylo 55 Čechoslováků, 73 Němců a tři cizinci. Kromě čtyř evangelíků a sedmi židů se ostatní hlásili k římskokatolické církvi. Podle sčítání lidu z roku 1930 měla vesnice 79 obyvatel: 27 Čechoslováků, 49 Němců a tři cizince. Až na tři židy a pět lidí bez vyznání byli římskými katolíky.
|           | 1869 | 1880 | 1890 | 1900 | 1910 | 1921 | 1930 | 1950 | 1961 | 1970 | 1980 | 1991 | 2001 | 2011 |
| --------- | ---- | ---- | ---- | ---- | ---- | ---- | ---- | ---- | ---- | ---- | ---- | ---- | ---- | ---- |
| Obyvatelé | 125  | 116  | 132  | 135  | 141  | 131  | 79   | 38   | 51   | 94   | 82   | 85   | 40   | 35   |
| Domy      | 19   | 15   | 18   | 15   | 16   | 16   | 16   | 18   | 14   | 11   | 8    | 8    | 1    | 2    |

## Pamětihodnosti
Hliňanský zámek vznikl v roce 1650 přestavbou starší tvrze zmiňované již roku 1397. Přestavbu provedli Nosticové, kteří zde zřídili centrum spojeného hliňanského a řehlovického panství. Ve dvacátém století zámek využíval léčebný ústav pro mládež a od roku 2008 v něm sídlí domov pro osoby se zdravotním postižením.